# Kekistan

Drapeau du Kekistan

La république du Kekistan est une micronation parodique créée par des utilisateurs du réseau 4chan proches de l’alt-right et du mouvement néo-nazi américains.

## Étymologie
Le mot Kekistan est issu de la contraction de l'onomatopée anglophone « kek » qui est un équivalent de lol et du suffixe « -stan » présent dans plusieurs pays musulmans d'Asie centrale.

## Drapeau

Le drapeau des forces armées nazies, sur lequel est basé le drapeau du Kekistan.

Le drapeau du Kekistan est une déformation du Reichskriegsflagge utilisé par l'Allemagne de 1935 à 1945.
Le rouge y est remplacé par du vert, la croix de guerre par le symbole de 4chan et la svatiska par le mot « kek » stylisé.

## Chef d'État
Le président de la République du Kekistan serait l'humoriste Gordon Hurd répondant également au surnom de Big Man Tyrone

## Revendications
Les kekistanais revendiquent le droit à la liberté d'expression et notamment au droit de publier des messages « ironiques ou de mauvaise qualité »

## Manifestations
Le drapeau du kekistan a été aperçu lors de la manifestation pour la liberté d’expression à Berkeley en 2017, du rassemblement Unite the Right en août 2017 et lors de la prise d’assaut du Capitole en 2021.